# Eisenhower Range
Die Eisenhower Range ist eine imposante und bis zu 3070 m hohe Gebirgskette im ostantarktischen Viktorialand. Sie erstreckt sich über eine Länge von rund 80 km zwischen dem westlich gelegenen Reeves-Firnfeld, dem Reeves-Gletscher im Süden sowie dem Priestley-Gletscher im Norden und Osten. Ihre Gipfel sind abgeflacht, fallen in Richtung des Reeves-Firnfelds gemächlich, zum Priestley-Gletscher dagegen steil und als scharfgratige Felssporne ab. 
Die erstmalige Sichtung der Gebirgskette ist unbelegt; wahrscheinlich bekam sie aufgrund ihrer exponierten Lage schon James Clark Ross zu Gesicht, der die Region als Erster während seiner Antarktisexpedition (1839–1843) besuchte. Kartografisch erfasst wurde sie vom United States Geological Survey und mithilfe von Luftaufnahmen der United States Navy in den Jahren 1955 bis 1963. Das Advisory Committee on Antarctic Names benannte sie 1968 nach US-Präsident Dwight D. Eisenhower, in dessen Amtszeit die ersten Expeditionen der Operation Deep Freeze stattfanden.